# تاريخ كأس أوروبا ودوري أبطال أوروبا
يمتد تاريخ كأس أوروبا ودوري أبطال أوروبا إلى أكثر من ستين عامًا من المنافسة، حيث وصل إلى النهائي فرق من جميع أنحاء القارة.

## البدايات

### البطولات المبكرة
كانت المرة الأولى التي التقى فيها أبطال بطولتين أوروبيتين في ما أطلق عليه لقب بطولة العالم 1895، عندما فاز بطل إنجلترا سندرلاند على البطل الاسكتلندي هارت أوف ميدلوثيان 5–3. ومن المفارقات أن تشكيلة سندرلاند في بطولة العالم لعام 1895 تألفت بالكامل من لاعبين اسكتلنديين – كان اللاعبون الاسكتلنديون الذين انتقلوا إلى إنجلترا ليلعبوا بشكل احترافي في تلك الأيام معروفين باسم أساتذة سكوتش [الإنجليزية].
قبل ذلك، أُقيمت «بطولة العالم لكرة القدم» الأخرى، لكن تلك كانت بين الفائزين بالكأس الاسكتلندية والإنجليزية.
تعود أصول مسابقات الأندية بين فرق من الدول الأوروبية إلى عام 1897، عندما تم تأسيس كأس التحدي كبطولة بين أندية الإمبراطورية النمساوية المجرية. استمرت هذه البطولة حتى عام 1911، مع احتفاظ الفائزين بها، نادي فينر، بالكأس. في الوقت نفسه، تنافست الأندية الإنجليزية والاسكتلندية في بطولة العالم لكرة القدم. تم لعب كأس السير توماس ليبتون في عامي 1909 و1911 في تورينو بإيطاليا، بمشاركة أندية من إيطاليا وألمانيا وسويسرا وإنجلترا.
تعتبر بطولة كأس التحدي سلف لأول بطولة حقيقية للأندية على مستوى أوروبا، كأس أوروبا الوسطى، والتي جاءت بعد زوال الإمبراطورية النمساوية المجرية بعد الحرب العالمية الأولى. في ذلك الوقت، كانت دول أوروبا الوسطى المختلفة تقدم اتحادات مهنية. كان الهدف من تقديم بطولة دولية للأندية مساعدة الأندية المحترفة الجديدة مالياً. تم لعب كأس أوروبا الوسطى لأول مرة في عام 1927.
قام نادي سيرفيت السويسري بمحاولة مبكرة لإنشاء كأس للأندية الأوروبية البطلة في عام 1930. وقد حققت البطولة التي أطلق عليها اسم «كأس الأمم [الإنجليزية]» نجاحًا كبيرًا وتم دعوة أبطال الدول العشر الكبرى في كرة القدم الأوروبية في ذلك الوقت. وفاز بالكأس النادي المجري أويبست. على الرغم من النجاح الكبير، لم يتم تنظيم البطولة مرة أخرى بسبب مشاكل مالية.
بعد الحرب العالمية الثانية، أدى انخفاض مكانة كأس أوروبا الوسطى إلى تأسيس بطولة جديدة، كأس لاتينا، لفرق من فرنسا وإيطاليا وإسبانيا والبرتغال. لعبت هذه البطولة على شكل بطولة مصغرة في نهاية كل موسم من قبل أبطال الدوريات من كل دولة.

### إنشاء كأس أوروبا
انطلقت بطولة أمريكا الجنوبية للأبطال [الإنجليزية] في عام 1948 بعد سنوات من المشاورات والتنظيم، وبدأت في تنفيذ سابقة كوبا ليبرتادوريس. أصبح الصحفي الرياضي الفرنسي جاك فيران مفتونًا بفكرة بطولة 1948 في أمريكا الجنوبية الخاصة بدوري أبطال الأندية القارية. وثيقة الاتحاد الأوروبي بشأن تاريخ كأس أوروبا تؤكد أن جاك فيران وغابرييل هانوت، صحفيي الصحيفة الرياضية الفرنسية ليكيب، هما الأبوان المؤسسان لكأس أوروبا. في مقابلات مع البرنامج التلفزيوني الرياضي البرازيلي جلوب سبورت في عام 2015 وصحيفة إل ميركوريو التشيلية في عام 2018، قال جاك فيران إن بطولة أمريكا الجنوبية للأبطال كانت مصدر إلهام لكأس أوروبا: «كيف يمكن لأوروبا، التي أرادت أن تكون متقدمة على بقية العالم، ألا تكون قادرًا على إنجاز بطولة من نفس نوع بطولة أمريكا الجنوبية؟ كنا بحاجة إلى اتباع هذا المثال».
شهد صيف عام 1953 خوض وولفرهامبتون واندررز مباراة ودية ضد منتخب جنوب إفريقيا ليبدأ سلسلة انتصارات رائعة خلال الأشهر المقبلة. لعب الذئاب سلسلة من المباريات الودية ضد الخصوم الأجانب مثل نادي راسينغ وسبارتاك موسكو من الاتحاد السوفيتي، من بين آخرين، قبل لقاء هونفيد المجري في مباراة بثها التلفزيون على الهواء مباشرة على بي بي سي. ضم فريق هونفيد العديد من اللاعبين من المنتخب المجري. فاز الذئاب بالمباراة 3–2، مما دفع مدربهم ستان كوليس والصحافة البريطانية إلى إعلانهم «أبطال العالم». كان هذا هو الحافز الأخير لهانوت الذي خاض حملته الطويلة لبطولة أوروبية واسعة النطاق لتحديد من هو الأفضل في القارة.
شهد مؤتمر الاتحاد الأوروبي لكرة القدم في مارس 1955 رفع الاقتراح، مع الموافقة في أبريل من ذلك العام، وبداية كأس أوروبا الأول في الموسم التالي.

## الخط الزمني

### 1955 إلى 1960 – هيمنة ريال مدريد
سيطر ريال مدريد على البطولات الخمس الأولى، حيث فاز الفريق بقيادة ألفريدو دي ستيفانو وفيرينتس بوشكاش وفرانشيسكو خينتو وخوسيه سانتاماريا بكل من المسابقات الخمس الأولى بشكل مريح نسبيًا، بينما كان هذا هو الحال، قدمت العديد من الأندية الأخرى بعض المقاومة خلال أواخر الخمسينيات، ولا سيما من ستاد ريمس الفرنسي، الذي وصل إلى نهائيين وعدة أندية إيطالية مثل ميلان وفيورنتينا. كان هيبرنيان أول نادي بريطاني يلعب في كأس أوروبا، ووصل إلى الدور نصف النهائي من البطولة الافتتاحية في عام 1955. وقد مُنع تشيلسي، الفائز بالدوري الإنجليزي، من المشاركة من قبل سكرتير الدوري الإنجليزي، آلان هارداكر، الذين كان يعقتد أن من مصلحة كرة القدم الإنجليزية وكرة القدم بشكل عام عدم المشاركة. بلغت هذه الحقبة ذروتها في نهائي كأس أوروبا 1960 الشهير، في هامبدن بارك، غلاسكو، اسكتلندا، حيث سحق ريال مدريد على آينتراخت فرانكفورت من ألمانيا الغربية 7–3 أمام بي بي سي وكاميرات تلفزيون يوروفيزشن وحضور جماهيري بلغ من 127.621. (سيستمر هامبدن بارك في تحقيق أعلى نسبة حضور لمباراة رسمية للأندية الأوروبية عندما أقيمت مباراة الإياب في الدور نصف النهائي لكأس أوروبا بين سلتيك وليدز يونايتد في 15 أبريل 1970 أمام حضور جماهير بلغ 136.505 شخصًا. وأقيمت المباراة في هامبدن بدلاً من سلتيك بارك حيث كان من المتوقع الطلب الهائل لحضور المباراة).

### 1961 إلى 1962 – نجاح بنفيكا
انتهت سيطرة ريال مدريد من قبل أكبر منافسيهم المحليين، برشلونة، في الجولة الأولى من بطولة 1960–61، واصل برشلونة إلى المباراة النهائية على ملعب وانكدورف في برن، حيث هُزم (3–2) في مباراة متقاربة عن طريق بنفيكا. هذا الفريق، بقيادة ماريو كولونا المثير للإعجاب، انضم إليه الأسطوري أوزيبيو خلال موسم 1961–62 التالي، حيث دافعوا عن لقبهم بفوزهم على ريال مدريد 5–3 في المباراة النهائية على الملعب الأولمبي في أمستردام.

### 1963 إلى 1965 – تسيّد ميلان

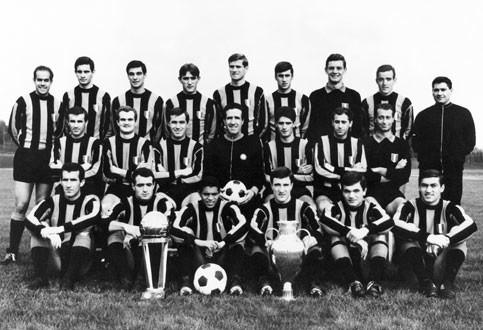
فريق إنتر ميلان الذي فاز بكأس أوروبا عام 1965.

بعد فوز بنفيكا بكأس أوروبا مرتين واصلوا الوصول إلى النهائي الثالث على التوالي في عام 1963، لكنه خسر أمام ميلان، الذي فاز غريمه إنتر ميلان باللقب في كل من 1964 و1965، متغلبًا على ريال مدريد وبنفيكا، على التوالي. إن فترة غراند إنتر هذه تُذكر جيدًا في إيطاليا حيث توقع الكثيرون في ذلك الوقت أن يضاهي النادي سيطرة ريال مدريد على مدار العقد.

### 1966 – عودة ريال مدريد
ذهب ريال مدريد، الذي هزم إنتر ميلان في نصف نهائي عام 1966، للفوز بكأس أوروبا السادسة له بفوزه على بارتيزان في ملعب هيسل، بروكسل، من فريق الخمسينيات العظيم، فقط فرانشيسكو خينتو لعب في جميع الفرق الستة الفائزة باللقب، أما هذا الفريق كان يتكون فقط من لاعبين إسبان – وهو تناقض كبير مع الفريق متعدد الثقافات الذي كان موجودة قبل خمس سنوات.

### 1967 إلى 1968 – النجاحات البريطانية
في عام 1967، أصبح سلتيك أول فريق بريطاني يفوز بالبطولة، حيث عاد من 1–0 بعد ركلة جزاء لساندرو ماتسولا ليهزم إنتر ميلان 2–1 على الملعب الوطني في لشبونة، بهدفين من تومي جيمل وستيفي شالمرز. كان الفريق، الذي أصبح معروفًا باسم أسود لشبونة، تحت إدارة جوك ستين، فريدًا من نوعه حيث ولدوا جميعًا على بعد 30 ميلاً (48 كم) من سلتيك بارك في غلاسكو.
في عام 1968، بعد عشر سنوات من كارثة ميونخ الجوية، أصبح مانشستر يونايتد أول فريق إنجليزي يفوز بالبطولة، حيث هزم بنفيكا في النهائي 4–1 بعد الأشواط الإضافية على ملعب ويمبلي في لندن. مات بسبي، مدرب يونايتد وقت وقوع الكارثة في ميونخ، نجا من إصابات خطرة على الحياة تعرض لها في الحادث وكان لا يزال على رأس فريق يونايتد، ولعب اثنان آخران من الناجين من الكارثة في المباراة – بوبي تشارلتون، الذي سجل هدفين في المباراة وبيل فولكيس.

### 1969 – ميلان مرة أخرى
حقق ميلان فوزًا إيطاليًا آخر في عام 1969، حيث أطاح بالفائزين السابقين في طريقه إلى النهائي. كانت المباراة النهائية عام 1969 ضد أياكس، إيذانا بظهور فرق من هولندا.

### 1970 إلى 1973 – السيطرة الهولندية
في 1970 كان فاينورد من روتردام أول فريق هولندي يحصد كأس أوروبا (هزم سلتيك 2–1 في الأشواط الإضافية). ومع ذلك، على مدى السنوات الثلاث المقبلة، سيعتمد أياكس ومؤيدوه في «كرة القدم الشاملة»، بما في ذلك يوهان كرويف ويوهان نيسكينز، من بين آخرين، جنبًا إلى جنب مع تكتيكهم ومدربهم الرائد رينوس ميتشيلز، مركز الصدارة الأوروبي بشكل أعمق، حيث هزم باناثينايكوس، وإنتر ميلان ويوفنتوس في نهائيات متتالية.

### 1974 إلى 1976 – هاتريك بايرن ميونخ

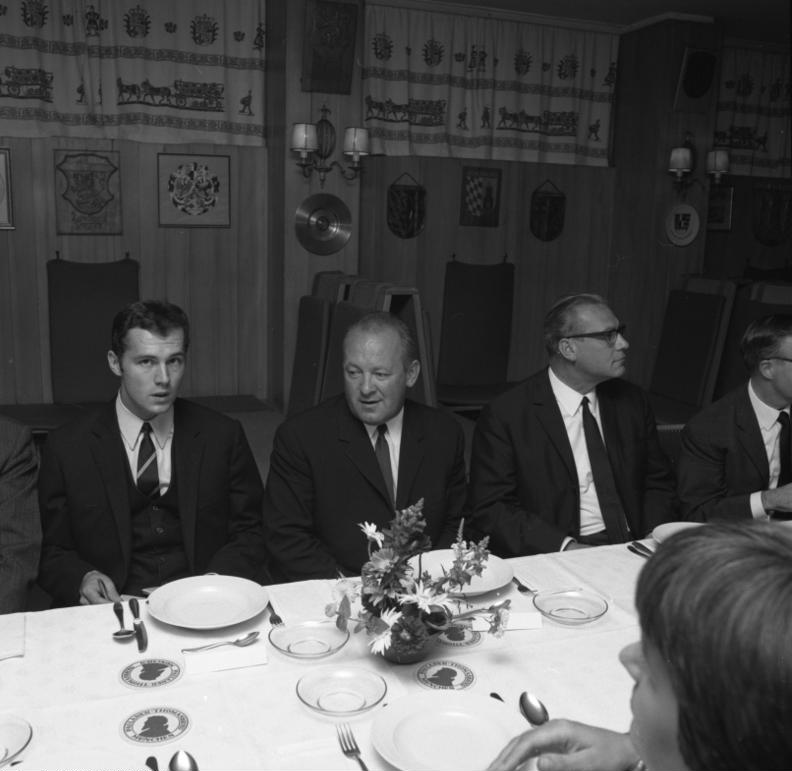
بكنباور (على اليسار) بعد فوز بايرن ميونخ بكأس الكؤوس الأوروبية في عام 1967

كان منتصف السبعينيات من القرن الماضي ملكًا لبايرن ميونخ. بقيادة فرانتس بكنباور وبطولة سيب ماير وغيرد مولر وأولي هونيس وبول برايتنر، لم يحاكي النادي الألماني ثلاثية أياكس فحسب، بل كان مستوحى بل حاكى «كرة القدم الشاملة» أيضًا. في المباراة النهائية الأولى، انتصر بايرن على أتلتيكو مدريد في مباراة أعيدت، وانتهت المباراة الأولى من المباراتين بالتعادل بعد تسجيل هدف التعادل المتأخر من هانز جورج شوارزينبيك، والثانية أسفرت عن هزيمة ساحقة 4–0 في بروكسل. في العام التالي، كان ليدز يونايتد مثيرًا للجدل، وهُزم 2–0 في علاقة سيئة المزاج في بارك دي برينس، باريس. أخيرًا، سقط سانت إتيان في هامبدن بارك، غلاسكو، في عام 1976. بعد هذه الفترة الذهبية، تراجع الفريق ببطء ولم يفز بالبطولة لمدة 25 عامًا. ومع ذلك، فقد شاركوا في نهائي آخر في عام 1982 مع ثلاثة من اللاعبين الذين فازوا باللقب في منتصف السبعينيات مع الفريق.

### 1977 إلى 1984 – العهد الإنجليزي
في عام 1977 تغلب ليفربول على بوروسيا مونشنغلادباخ 3–1 في روما، ثم في عام 1978، أصبح أول فريق بريطاني يفوز باللقب مرتين بفوزه على بطل بلجيكا كلوب بروج في ويمبلي. خسر ليفربول في الجولة الأولى من بطولة عام 1979 أمام زميله نوتينغهام فورست الإنجليزي الذي ذهب للفوز بالبطولة في الصعود الأكثر إثارة للإعجاب إلى قمة كرة القدم القارية في تاريخ اللعبة الأوروبية، مسترشدًا بمدربهم الموهوب بشكل فريد برايان كلوف، كما هزموا فريق مالمو السويدي 1–0 في نهائي ميونخ. في العام التالي، فاز فورست على هامبورغ في ملعب سانتياغو برنابيو بنفس النتيجة ليدافعوا عن لقبهم بنجاح في عام 1980 وظل الفريق الوحيد الذي فاز بالبطولة (مرتين) أكثر من الدوري المحلي (مرة واحدة). عاد ليفربول إلى النهائي في عام 1981 حيث فاز بلقبه الثالث بفوزه 1–0 على ريال مدريد في باريس.
فاز فريق آخر من إنجلترا، أستون فيلا، بالبطولة في عام 1982 بفوزه 1–0 على بايرن ميونخ على ملعب دي كويب، روتردام. ثم فاز هامبورغ بالنهائي في عام 1983، بفوزه على يوفنتوس 1–0، لأول مرة منذ سبع سنوات، لم يشارك فيه أي فريق إنجليزي. لكن ليفربول عاد في عام 1984 ليهزم روما في ملعبه الخاص، ملعب أولمبيكو، بركلات الترجيح بعد تعادل الفريقين 1–1، ليصبح أول فريق يفوز باللقب أربع مرات منذ ريال مدريد في الخمسينيات. اشتهرت المباراة بتصرفات حارس مرمى ليفربول بروس جروبيلار الغريبة. بينما كان برونو كونتي لاعب روما يستعد لتسديد ركلته، سار جروبيلار نحو المرمى مبتسمًا بثقة أمام الكاميرات التي تقف خلفه، ثم شرع في قضم الجزء الخلفي من الشبكة، تقليدًا لأكل السباغيتي. سدد كونتي ركلة جزاء فوق العارضة. ثم قام جروبيلار بنفس الفعل قبل أن يسدد فرانشيسكو غراتسياني ركلته. واصل ليفربول الفوز بركلات الترجيح 4–2، مما جعل جروبيلار أول أفريقي يفوز بميدالية الفوز بالبطولة.

### 1985 – يوفنتوس وكارثة هيسل
عاد ليفربول، بعد أن فاز ببطولة 1984، للدفاع عن لقبه في بروكسل بعد عام. لكن الهزيمة 1–0 أمام يوفنتوس طغت عليها وفاة 39 معظمهم من مشجعي يوفنتوس في ملعب هيسل. وكانت النتيجة حظرًا لمدة خمس سنوات من المنافسة الأوروبية للأندية الإنجليزية، مع حظر لمدة ست سنوات على ليفربول. بعد 14 عامًا من كارثة ملعب هيسل سيفوز فريق إنجليزي مرة أخرى في البطولة.

### 1986 إلى 1988 – أبطال غير مرشحين

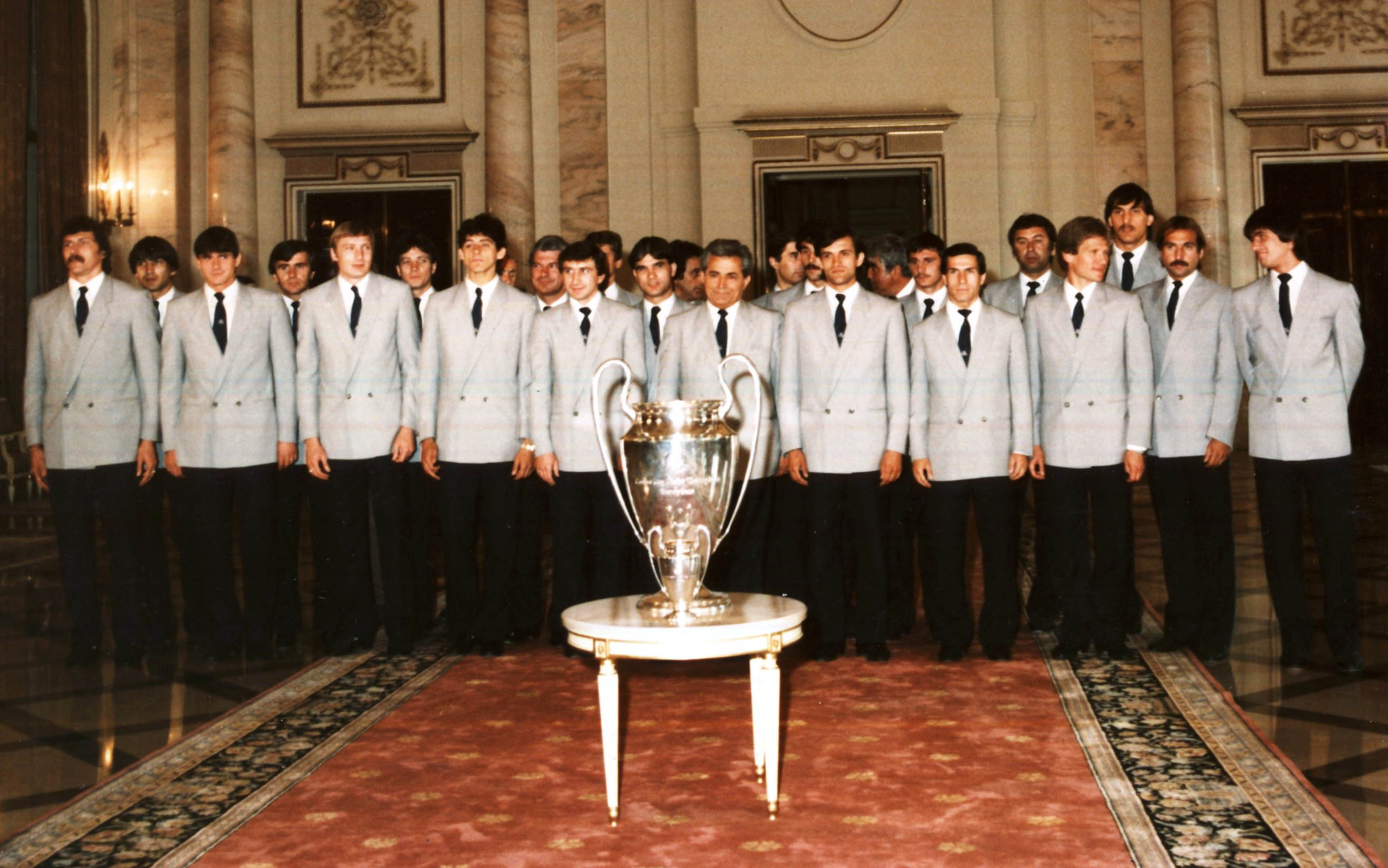
فريق ستيوا مع كأس أوروبا عام 1986

شهدت المواسم الثلاثة الأولى بعد كارثة هيسل رفع كأس أوروبا من قبل ستيوا بوخارست من رومانيا وبورتو البرتغالي وآيندهوفن من هولندا. واعتبر النهائي بين بورتو وبايرن ميونخ نهائيًا مثيرًا بشكل خاص، حيث سجل الجزائري رابح ماجر هدفًا مدهش بكعب خلفي منح بورتو لقبه الأول، في حين صدم ستيوا بوخارست برشلونة في إشبيلية بركلات الترجيح، عندما تصدى حارس مرمى ستيوا هيلموت دوكادام لأربع ضربات جزاء متتالية للفوز 2–0، مما جعل فريق بوخارست أول فريق من أوروبا الشرقية بحقق البطولة.

### 1989 إلى 1992 – تأكيد ميلان وبدايات برشلونة
في عام 1989، تحت إدارة أريغو ساكي، فاز ميلان بكأس أوروبا لأول مرة منذ 20 عامًا، وهزم بطل 1986 ستيوا بوخارست 4–0 في المباراة النهائية. في عام 1990، احتفظ ميلان بلقبه بفوزه على بنفيكا 1–0 في فيينا. كان الثلاثي الهولندي ماركو فان باستن ورود خوليت وفرانك ريكارد القلب النابض للنادي الإيطالي، والذي ضم أيضًا دفاعًا يضم ماورو تاسوتي وفرانكو باريزي وألساندرو كوستاكورتا وباولو مالديني، والتي غالبًا ما تُعتبر واحدة من أعظم خطوط الدفاع في تاريخ اللعبة.
وكان كأس 1991 من نصيب بطل الدوري اليوغوسلافي النجم الأحمر بلغراد الذي تغلب على مارسيليا بركلات الترجيح بعد التعادل السلبي. كان نهائي 1991 هو النهائي الوحيد في الفترة من 1989 إلى 1998 الذي فشل في ظهور فريق إيطالي فيه. تم رفع الحظر عن الأندية الإنجليزية في كرة القدم الأوروبية في موسم 1990–91، لكن بطل إنجلترا ليفربول لم يتمكن من المنافسة في كأس أوروبا لأنه كان عليه أن يقضي فترة العقوبة لمدة عام إضافي. خضعت كأس أوروبا 1991–92، والتي ستكون الموسم الأخير بهذا الاسم، لتغييرات، حيث تحول ربع النهائي إلى شكل جماعي. وفاز برشلونة على سامبدوريا في المباراة النهائية التي أُقيمت على ملعب ويمبلي. كان يُدرب برشلونة، الملقب في ذلك الوقت بـ«فريق الأحلام»، يوهان كرويف.

### 1993 – ولادة دوري أبطال أوروبا وتحقيق مرسيليا للقب الأول
تمت إعادة تسمية البطولة إلى دوري أبطال أوروبا لموسم 1992–93، حيث خضعت لبعض التغييرات المتنوعة في حقوق التسويق والتلفزيون بفضل شراكة الاتحاد الأوروبي لكرة القدم وTEAM Marketing AG. شهدت الفرق الثمانية المشاركة في ربع نهائي شكلًا ونهجًا جديدًا للغاية لمطابقة التنظيم والتسويق.

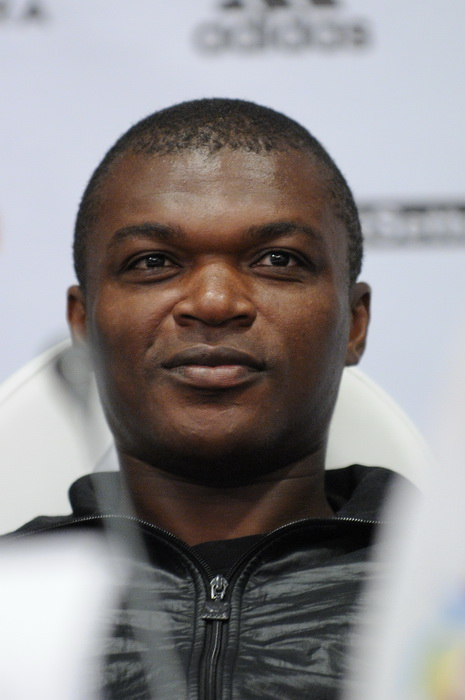
مارسيل ديسايي، الذي توج بكأس أوروبا مع مارسيليا وميلان في سنوات متتالية

فاز مارسيليا بنهائي 1993، بفوزه على ميلان، وأصبح أول فريق يفوز بدوري أبطال أوروبا وأول بطل لأوروبا من فرنسا. تم منعهم في وقت لاحق من الدفاع عن لقبهم في ما كان مجرد بداية للانهيار الذي نشأ عن التلاعب بنتائج المباريات المحلية التي ارتكبها رئيس مجلس الإدارة برنارد تابي. تم تجريد النادي في النهاية من بطولة الدوري الفرنسي بعد أن تم الكشف عن أن تابي طبخ الأمور المالية للنادي. لا يزال مارسيليا هو النادي الفرنسي الوحيد الذي فاز بكأس أوروبا / دوري أبطال أوروبا.

### 1994 إلى 1997 – لقب ميلان، وعودة أياكس ويوفنتوس واللقب الأول لبوروسيا
استعاد ميلان الكأس في عام 1994، بفوزه على برشلونة المرصع بالنجوم، 4–0، في ما وصفه الكثيرون بأنه أحد أفضل الأداءات في نهائي كأس أوروبا في العصر الحديث. كان ميلان هو الأضعف، حيث أجبر اثنان من المدافعين الرئيسيين على الجلوس، لكن المدرب فابيو كابيلو رفض اللعب الإيطالي التقليدي الكاتيناتشو وقادهم إلى هزيمة «فريق الأحلام» ليوهان كرويف. كان مدافع ميلان مارسيل ديسايي قد لعب سابقًا لمارسيليا عندما فازوا بدوري أبطال أوروبا، حيث كان أول لاعب يفوز بالكأس في مواسم متتالية مع أندية مختلفة، كما جعله أول لاعب ينتقل إلى الفريق المنافس النهائي. وصل ميلان أيضًا إلى النهائي في عام 1995 لكنه خسر 1–0 أمام فريق أياكس الشاب الذي يضم أدوين فان در سار وفرانك دي بور ورونالد دي بور وإدغار ديفيدز وكلارنس سيدورف ومارك أوفرمارس وباتريك كلايفرت، بالإضافة إلى المحاربين القدامى فرانك ريكارد وداني بلايند. كان هذا أول انتصار للنادي منذ عام 1973، عندما فاز بثلاثة ألقاب متتالية. وصل أياكس بدوره إلى النهائي التالي في عام 1996، لكنه سقط أمام يوفنتوس من تشيرو فيرارا، والفائز عام 1993 ديدييه ديشان، وباولو سوزا، والثلاثي الهجومي البارز المكون من أليساندرو دل بييرو وفابريزيو رافانيلي بركلات الترجيح. أصبح جانلوكا فيالي سادس لاعب إيطالي (بعد لاعبي يوفنتوس السابقين سيرجيو بريو وأنتونيو كابريني وغايتانو شيريا وماركو تارديلي وستيفانو تاكوني) يفوز بالبطولات الثلاث الكبرى للأندية الأوروبية، وكان أول مهاجم يفعل ذلك.
فاز بوروسيا دورتموند بدوري أبطال أوروبا في عام 1997. في المباراة النهائية في ميونخ، واجه دورتموند يوفنتوس. وضع كارل–هاينتس ريدله دورتموند في المقدمة بتسديدة بعد عرضية من بول لامبيرت. ثم سجل ريدله هدفه الثاني برأسية من ركلة ركنية. في الشوط الثاني، قلص أليساندرو دل بييرو الفارق ليوفنتوس بكعب خلفي، ثم قام البديل البالغ من العمر 20 عامًا والصبي المحلي لارس ريكن بتلقي تمريرة من أندرياس مولر بعد 16 ثانية فقط من دخول الملعب، سدد ريكن الكرة من فوق الحارس أنجلو بيروتزي من مسافة تزيد عن 20 ياردة بلمسة أولى للكرة. ورفع دورتموند الكأس بفوزه 3–1. تمكن مدرب دورتموند أوتمار هيتسفيلد من رفع اللقب للمرة الأولى.

### 1998 – عودة ريال مدريد إلى القمة
في 1997–98، سمح الاتحاد الأوروبي لكرة القدم لوصيف الدوريات الأوروبية الكبرى بالمنافسة في دوري الأبطال. كان منطق الاتحاد الأوروبي لكرة القدم هو زيادة جودة بطولته الأولى من خلال مشاركة المزيد من الفرق الكبرى من الدوريات الكبيرة بدلاً من الفرق الصغيرة. نال وجه قديم اللقب عام 1998: ريال مدريد. فاز النادي الإسباني بكأس أوروبا للمرة الأولى منذ عام 1966 والسابعة بشكل عام عندما تغلب على يوفنتوس 1–0 في النهائي الثالث على التوالي للنادي الإيطالي (والهزيمة الثانية على التوالي).

### 1999 – عودة مانشستر يونايتد

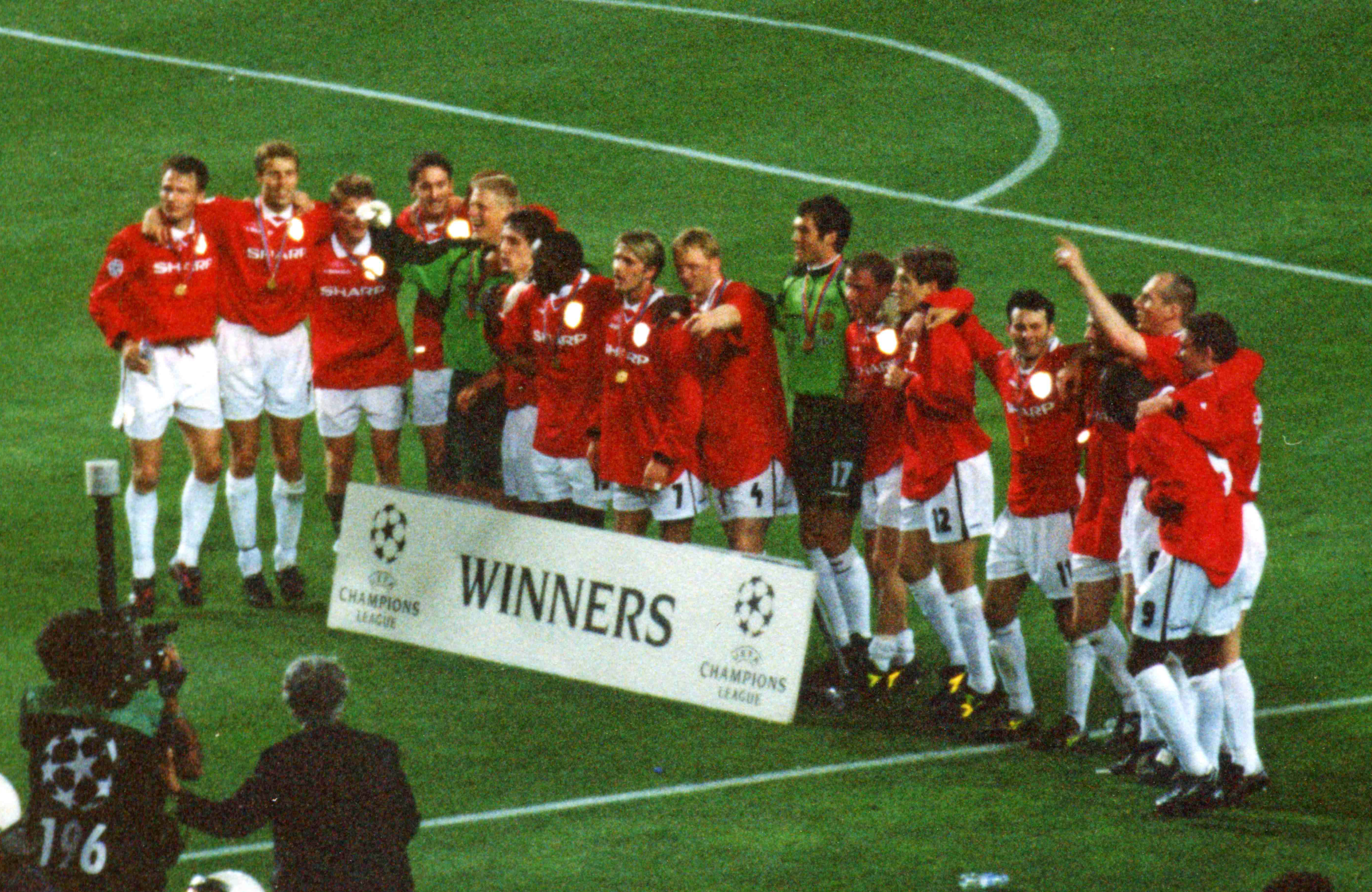
لاعبو مانشستر يونايتد يحتفلون بعد المباراة.

1998–99 تُذكر بمفاجأة فريق بايرن ميونخ بقيادة أوتمار هيتسفيلد بفوز مانشستر يونايتد بالثلاثية. اشتهر اليونايتد بالفعل بالعودة المتأخرة في إنجلترا حيث حصد لقب الدوري الإنجليزي الممتاز وكأس الاتحاد الإنجليزي في طريقه إلى نهائي دوري أبطال أوروبا. بعد أن نجح في كل من الدوري وكأس الاتحاد الإنجليزي، بدا أن البشائر كانت مع مانشستر يونايتد لدوري أبطال أوروبا. مع إيقاف بول سكولز والقائد روي كين، تولى الحارس بيتر شمايكل – الذي كان يلعب آخر مباراة له مع النادي – قيادة الفريق في تلك الليلة، التي كانت الذكرى التسعين لميلاد السير مات بسبي. كان خصمهم، بايرن ميونيخ، يطاردون الثلاثية أيضًا، وتقدموا بعد ست دقائق فقط من ركلة حرة ذكية لماريو باسلر. بدا أنه كان كافياً بالنسبة لبايرن، حيث فشل مانشستر يونايتد في إيجاد طريق للصعود، على الرغم من أن شمايكل كان في حالة ملهمة لإبقاء فريقه في المباراة. مع إشارة الحكم بييرلويجي كولينا إلى ثلاث دقائق من الوقت المحتسب بدل الضائع، تقدم جميع لاعبي النادي الإنجليزي إلى الأمام (بما في ذلك شمايكل) لركنية ديفيد بيكهام، وتمت مكافأتهم عندما سجل البديل تيدي شيرنغهام هدف التعادل بعد أن أخطأ ريان غيغز في التسديدة على المرمى. بعد أكثر من دقيقة بقليل، لُعبت ركلة ركنية أخرى من بيكهام مرة أخرى سدد شيرينغهام الكرة إلى زميله البديل أوله غونار سولشار، الذي سدد كرة قدم إلى سقف الشبكة وأعلن فوزهم بكأس أوروبا. لخص مدرب يونايتد، أليكس فيرغسون، التجربة بشكل لا يُنسى في مقابلة بعد المباراة عندما قال: «كرة القدم، جحيم دموي». كان هذا أول لقب في كأس أوروبا للنادي منذ عام 1968 وكان أول بطل إنجليزي منذ ليفربول في عام 1984.

### 2000 إلى 2002 – ريال مدريد وبايرن ميونيخ: إعادة الحيوية
شهد موسم 1999–2000 أن الاتحاد الأوروبي لكرة القدم يخفف مرة أخرى متطلبات الدخول إلى دوري أبطال أوروبا. الآن يمكن أن تدخل البطولات الثلاث الأولى (إسبانيا وإيطاليا وألمانيا، وفقًا لمعامل اليويفا) بأربعة فرق، في حين أن الثلاثة التالية (إنجلترا وفرنسا وهولندا) يمكن أن تدخل بثلاثة فرق.
شهد هذا الموسم عودة الأندية الإسبانية إلى صدارة الترتيب الأوروبي مع أول نهائي لناديين من نفس البلد في كأس أوروبا / دوري أبطال أوروبا بين ريال مدريد وفالنسيا. بدأ ريال مدريد القرن الحادي والعشرين بطريقة مماثلة لمآثره في القرن العشرين بفوزه على فالنسيا 3–0 ليرفع لقب دوري أبطال أوروبا مرة أخرى. في طريقه إلى النهائي، تخطى ريال أيضًا على التوالي وصيف البطل العام السابق (بايرن ميونخ، نصف النهائي)، والأبطال (مانشستر يونايتد، ربع النهائي).
شهد الدوري الإسباني مباراة جيدة أخرى في دوري أبطال أوروبا عام 2001، حيث وصل ريال مدريد وفالنسيا مرة أخرى إلى الدور نصف النهائي. عاد فالنسيا إلى النهائي مرة أخرى في عام 2001 ليخسر مرة أخرى. الفائز هذه المرة كان بايرن ميونخ، الذي كان قد أطاح في وقت سابق بحامل اللقب ريال مدريد في نصف النهائي. انتهت المباراة النهائية 1–1 وفاز بايرن بركلات الترجيحي 5–4. كما منح هذا الفوز المدرب أوتمار هيتسفيلد تميزًا بالفوز بدوري أبطال أوروبا مع فريقين، بعد أن رفعها في عام 1997 مع بوروسيا دورتموند. خسر فالنسيا الآن نهائي دوري أبطال أوروبا مرتين على التوالي.
واجه ريال مدريد فريقًا ألمانيًا آخر (باير ليفركوزن) في نهائي 2002 على هامبدن بارك بمدينة غلاسكو. كان ريال مدريد ينتهج سياسة التعاقد مع لاعب واحد عالمي في كل سنة. في ذلك الموسم، ضمّوا الفائز بالعديد من المرات بجائزة أفضل لاعب في العالم، زين الدين زيدان، مقابل 71 مليون يورو. سجل زيدان هدف الفوز في فوزه 2–1 الذي منح النادي الكأس الأوروبية التاسعة والثالثة في خمسة مواسم، وأصبح باير أول منافس في نهائي البطولة لم يفز بالدوري المحلي على أبدًا. كانوا قد خسروا في وقت سابق لقب الدوري الألماني في المباراة الأخيرة من الموسم، وخسروا أيضًا في نهائي كأس ألمانيا، ليحققوا ثلاثية في الوصافة.

### 2003 و2004 – نهائي إيطالي خالص ولقب بورتو الثاني

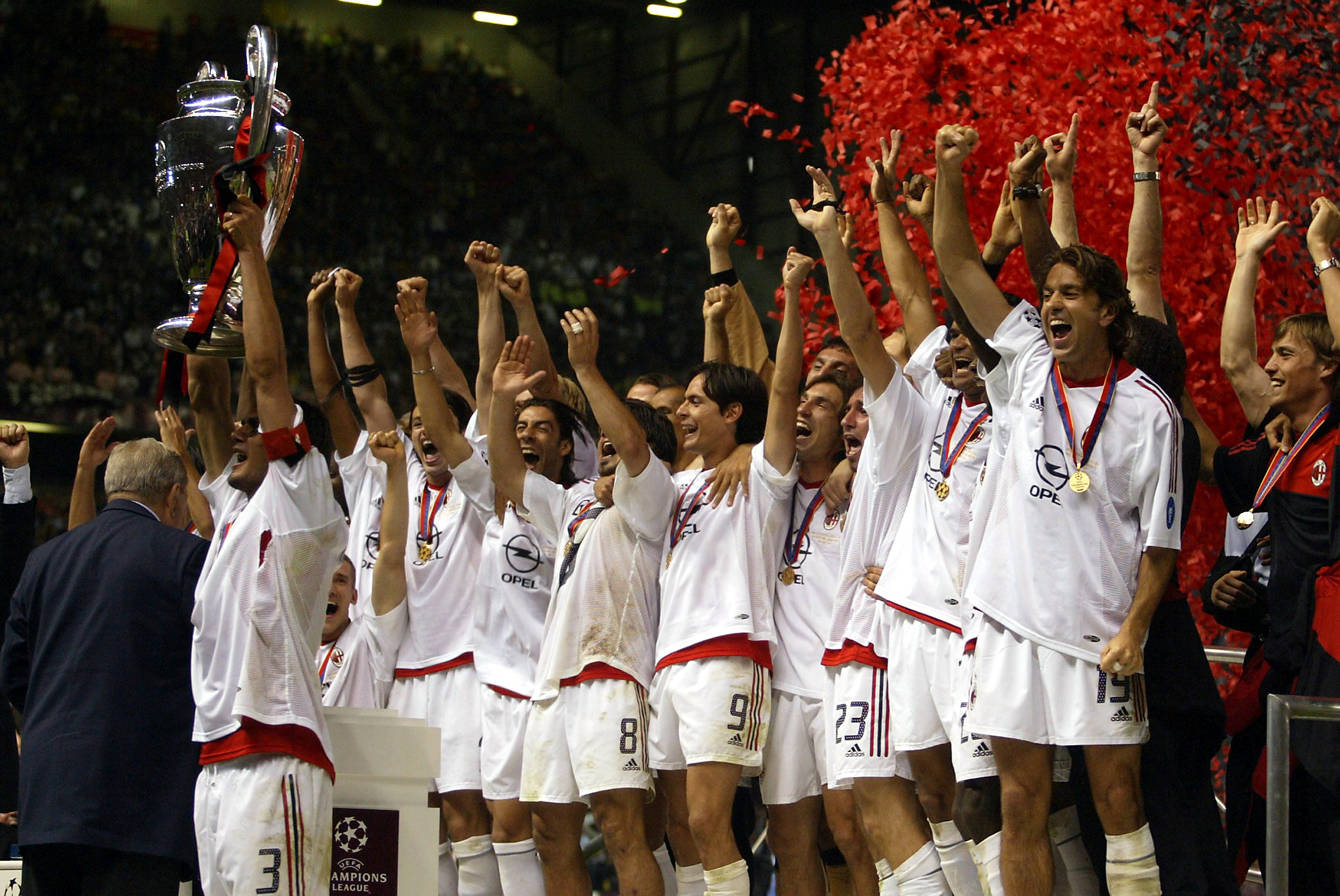
لاعبي ميلان يحتفلون باللقب السادس في دوري الأبطال.

وشهد الموسم التالي عودة الأندية الإيطالية إلى صدارة الترتيب الأوروبي. كما صنع يوفنتوس التاريخ في دور المجموعات الأوروبية بفوزه 7–0 على أولمبياكوس. على الرغم من أنهم سيطروا على البطولة خلال التسعينيات، إلا أنه لم يكن هناك أندية من الدوري الإيطالي في ربع نهائي عام 2002. لكن الموسم التالي، شهد ثلاثة أندية إيطالية بلغوا نصف النهائي – ونهائي بين ميلان ويوفنتوس. فاز ميلان بدوري أبطال أوروبا للمرة السادسة عندما تغلب على غريمة القديم 3–2 بركلات الترجيح بعد التعادل السلبي 0–0. رفع قائد ميلان باولو مالديني الكأس في مانشستر بعد 40 عامًا بالضبط من قيام والده تشيزاري بذلك مع ميلان في لندن. فاز كلارنس سيدورف بدوري أبطال أوروبا للمرة الثالثة، مع ثلاثة أندية مختلفة. وكان قد فاز في وقت سابق بالكأس مع أياكس عام 1995 وريال مدريد عام 1998.
كانت هناك مفاجأة كبيرة في عام 2004 عندما هزم بورتو موناكو 3–0 ليفوز بدوري أبطال أوروبا. وسجل كارلوس ألبرتو وديكو ودميتري ألينيتشيف الأهداف. لم يتم توقع أي من الفريقين أن يحقق أي نجاح في البطولة، لكنهما تمكنوا من هزيمة مانشستر يونايتد وريال مدريد وتشيلسي، من بين أندية أخرى. حقق بورتو ومدربهم جوزيه مورينيو الإنجاز النادر حيث بعد أن فازو بكأس الاتحاد الأوروبي في الموسم السابق استطاعوا أن يفوزوا بدوري أبطال أوروبا الموسم التالي. أصبح الدولي الروسي ألينيتشيف ثالث لاعب فقط بعد رونالد كومان ورونالدو يسجل هدفًا في نهائيين أوروبيين مختلفين متتاليين وأصبح فيتور بايا اللاعب التاسع الذي يفوز بالبطولات الثلاث الكبرى للأندية الأوروبية.

### 2005 إلى 2008 – معجزة، وميلان، ومانشستر يونايتد وبرشلونة
كانت هناك مفاجأة مماثلة في عام 2005. هذه المرة، شارك اثنان من أنجح الأندية في أوروبا، حيث واجه ميلان بطل أوروبا ست مرات ليفربول الفائز أربع مرات في واحدة من أكثر النهائيات إثارة في تاريخ البطولة. تقدم ميلان بعد 52 ثانية فقط حيث سجل مالديني أسرع هدف في تاريخ نهائي كأس أوروبا / دوري أبطال أوروبا. سيطر الإيطاليون على المباراة، وقام أندري شيفتشينكو بصناعة هدف هرنان كرسبو قبل خمس دقائق من نهاية الشوط الأول ليجعل النتيجة 2–0، فقط ليضيف كريسبو الهدف الثالث بعد دقيقتين أخريين بعد تلقيه تمريرة كاكا التي قسمّت الدفاع. بعد أقل من عشر دقائق من بداية الشوط الثاني، سجل الكابتن ستيفن جيرارد بضربة رأس ليبدأ العودة. نجح فلاديمير شميتسر في تسجيل الهدف الثاني بعد دقيقتين فقط، وبعد مرور ساعة على وقت المباراة، أكمل لاعب خط الوسط الإسباني تشابي ألونسو العودة بتسجيله الكرة المرتدة من ركلة الجزاء التي تصدى لها الحارس ديدا ليجعل النتيجة 3–3. جاءت أهداف ليفربول الثلاثة في غضون ست دقائق فقط. وكاد ميلان أن يفوز في نهاية الوقت الإضافي عندما حرم ييرزي دوديك شيفتشينكو من تسجيل الهدف مرتين في هجمة واحدة. وقد ثبت أن هذا أمر حاسم حيث انتقلوا إلى ركلات الترجيح وفاز ليفربول 3–2 وفاز بدوري أبطال أوروبا للمرة الخامسة وحصل الفائزون خمس مرات على شرف الاحتفاظ باللقب.

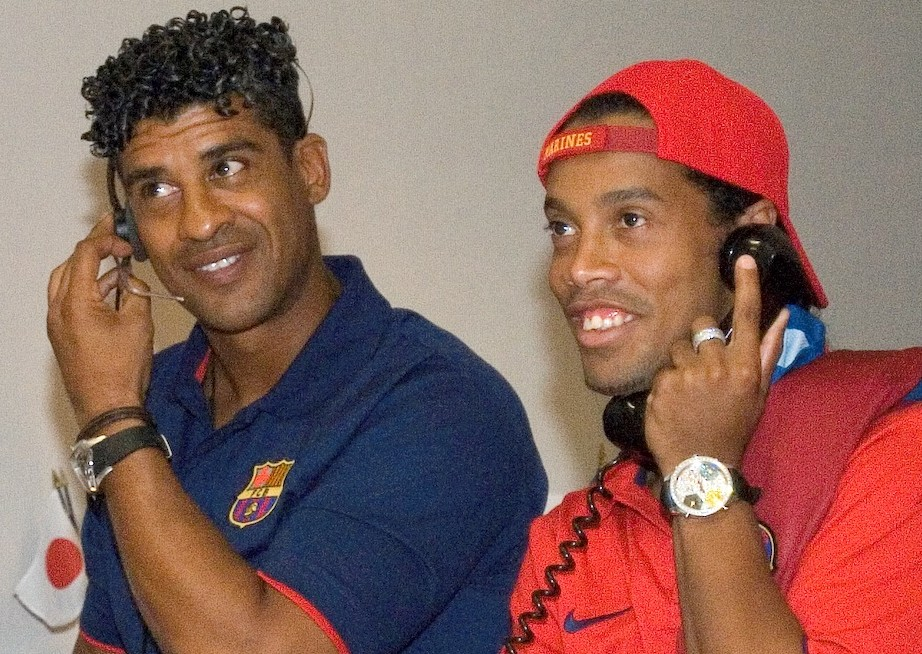
رونالدينيو مع فرانك ريكارد

بعد ثلاث سنوات من هيمنة الدوري الإسباني من عام 2000 إلى عام 2002، لم تكن الفرق الإسبانية ناجحة خلال الفترة 2003–2005 حيث لم يكن لديها سوى نصف نهائي ريال مدريد في عام 2003 وديبورتيفو لاكورونيا في عام 2004. في عام 2006، حققوا عودة مظفرة مع برشلونة وفياريال في نصف النهائي. وكان المتأهلون إلى نصف النهائي هم فياريال وأرسنال وميلان وبرشلونة. نجح أرسنال في تخطي فياريال (بما في ذلك تصدى ينس ليمان ركلة جزاء متأخرة من خوان رومان ريكيلمي) بالتعادل 0–0 مما جعلهم يتأهلون إلى النهائي. لعب برشلونة مع ميلان في الدور نصف النهائي الآخر، وتمسك الفوز 1–0 في مباراة الذهاب للتأهل إلى النهائي. في المباراة النهائية، التي أقيمت في 17 مايو على ملعب فرنسا، أصبح ليمان أول لاعب في التاريخ يُطرد في نهائي كأس أوروبا / دوري أبطال أوروبا بعد تدخله على صامويل إيتو خارج منطقة الجزاء. تقدم أرسنال من رأسية سول كامبل في الدقيقة 37 واحتفظ بالنتيجة لمعظم الشوط الثاني، حيث تصدّى الحارس البديل مانويل ألمونيا تسديدة من إيتو. سجل إيتو التعادل بعد تمريرة تلقاها من البديل هنريك لارسون في الدقيقة 76. بعد خمس دقائق، بصناعة كرة أخرى من لارسون إلى جوليانو بيليتي، سجل برشلونة الهدف الثاني من بين ساقي ألمونيا ليمنح برشلونة الفوز 2–1.
في موسم 2006–07، سيطرت الفرق الإنجليزية مرة أخرى. في تكرار لنصف نهائي 2005، أطاح ليفربول بتشيلسي هذه المرة بركلات الترجيح. فاز تشيلسي بمباراة الذهاب على ملعب ستامفورد بريدج 1–0 بفضل هدف من جو كول، لكن دانييل آغر عادل النتيجة الإجمالية على ملعب أنفيلد. وهكذا، ذهبت المباراة إلى ركلات الترجيح التي فاز بها ليفربول 4–1، حيث تصدى الحارس بيبي رينا لركلتي ترجيح. كانت هذه هي الهزيمة الثالثة لتشيلسي في الدور نصف النهائي في أربع سنوات. كانت مباراة الذهاب من الدور نصف النهائي الآخر بين ميلان ومانشستر يونايتد، في أولد ترافورد، مباراة مثيرة حيث افتتح كريستيانو رونالدو التسجيل، لكن هدفين من كاكا وضعت ميلان في المقدمة 2–1 في الشوط الأول. سجل واين روني ثنائية لليونايتد في الشوط الثاني لتنتهي الذهاب بنتيجة 3–2. ومع ذلك، كانت مباراة الإياب في سان سيرو من طرف واحد حيث تفوق ميلان على مان يونايتد منذ البداية وفاز بنتيجة 3–0 بفضل أهداف كاكا وكلارنس سيدورف وألبيرتو جيلاردينو، وبالتالي هذا يعني أنه يوجد لقاء انتقامي مع ليفربول. في النهائي، ثأر ميلان عندما فاز 2–1، هدفان من فيليبو إنزاغي أثبتا أنهما الفارق. سجل ليفربول في وقت متأخر من خلال ديرك كويت، مما أعطى الريدز الأمل في عودة رائعة أخرى ولكن تحدث، وتوج ميلان بطلاً لأوروبا للمرة السابعة.
نهائي دوري أبطال أوروبا 2008 كان أول نهائي إنجليزي خالص في تاريخ كأس أوروبا / دوري أبطال أوروبا، وتم لعبه بين مانشستر يونايتد وتشيلسي على ملعب لوجنيكي المكتظ في موسكو. تقدم يونايتد في منتصف الشوط الأول عندما استقبل كريستيانو رونالدو عرضية من ويس براون ووضعها في الزاوية اليسرى من مرمى بيتر تشيك. لكن خلل في دفاع مان يونايتد مكّن فرانك لامبارد من التعادل في الدقيقة الأخيرة من الشوط الأول. على الرغم من أن كلا الجانبين خلق فرصًا، إلا أن النتيجة بقيت 1–1 حتى نهاية الأشواط الإضافية، وكانت ركلات الترجيح تلوح في الأفق. أصبح ديدييه دروغبا ثاني لاعب يُطرد في نهائي كأس أوروبا / دوري أبطال أوروبا في الشوط الثاني من الأشواط الإضافية لصفعة نيمانيا فيديتش. انتهت الأشواط الإضافية وكانت ركلات الترجيح هي التي ستُقرر من الفائز. سجل كلا الفريقين أول ركلتي جزاء، لكن تسديدة كريستيانو رونالدو تصدى لها بيتر تشيك. لكن في ركلة جزاء تشيلسي الأخيرة، انزلق القائد جون تيري أثناء تسديده، وارتطمت الكرة بالقائم وخرجت. نجح ريان غيغز في تسجيل ركلة الجزاء قبل أن يتصدى أدوين فان در سار لركلة نيكولا أنيلكا ويعلن فوز اليونايتد بدوري أبطال أوروبا.

### 2009 إلى 2011 – سيطر برشلونة جوارديولا وإنتر ميلان بقيادة مورينيو، ومواجهة مانشستر يونايتد ضد برشلونة في نهائيين.

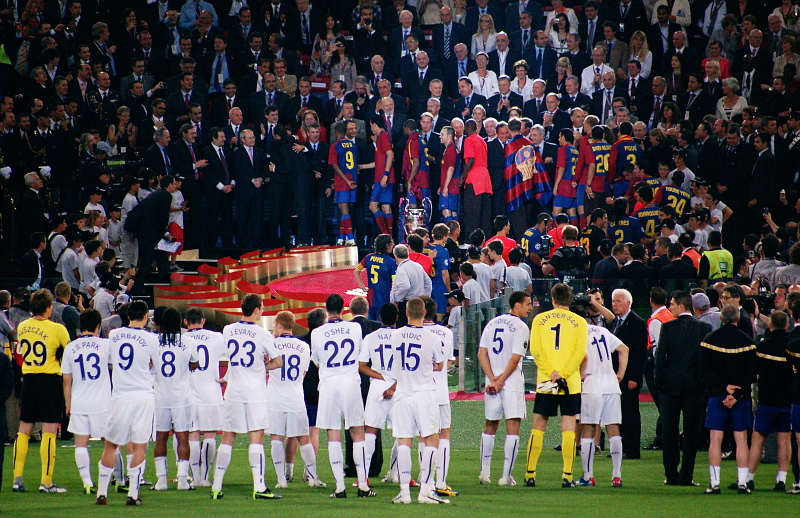
ينظر لاعبو مانشستر يونايتد إلى نظرائهم في برشلونة وهم يتلقون ميداليات الفائزين.

في طريقه إلى النهائي، تغلب برشلونة على تشيلسي في نصف نهائي مثير للجدل عندما سجل أندريس إنييستا لبرشلونة في الوقت المحتسب بدل الضائع، مما أهّلهم إلى المباراة النهائية بقانون أهداف خارج الديار. وشهد الدور نصف النهائي الآخر مواجهة أرسنال مع مانشستر يونايتد، حيث فاز يونايتد بالمباراة الأولى 1–0 ثم فاز في لندن 3–1، ليتأهّل بنتيجة 4–1 في مجموع المباراتين. في 27 مايو 2009، تغلب برشلونة على مانشستر يونايتد في ملعب أولمبيكو في روما، حيث فاز 2–0 بهدفين من صامويل إيتو وليونيل ميسي. هذا جعل برشلونة أول فريق من الدوري الإسباني يفوز بثلاثية الكأس المحلي والدوري المحلي ودوري أبطال أوروبا. وتجلى هذا في حقيقة أنه كان الموسم الأول للمدرب بيب غوارديولا، حيث قضى عام واحد فقط كمدرب لفريق برشلونة ب كخبرة سابقة. في سن 38، أصبح غوارديولا، الذي فاز أيضًا باللقب كلاعب مع برشلونة في عام 1992، أصغر مدرب في التاريخ يقود فريقًا للفوز باللقب.
في عام 2010، وللمرة الأولى منذ خمس سنوات، لم يشارك أي فرق إنجليزي في الدور نصف النهائي (كانت هناك ثلاثة فرق إنجليزية في الدور نصف النهائي لكل من المواسم الثلاثة الماضية من قبل)، حيث تم إقصاء كل من مانشستر يونايتد وأرسنال في ربع النهائي. فاجأ إنتر ميلان برشلونة بالفوز 3–1 في ذهاب نصف النهائي، وخسروا 1–0 في مباراة الإياب، وبالتالي تأهلوا إلى النهائي. وفاز بايرن ميونخ على ليون 4–0 في مجموع المباراتين ليتأهل إلى النهائي. في 22 مايو 2010، فاز إنتر ميلان، الذي يدربه جوزيه مورينيو، على بايرن 2–0 في سانتياغو برنابيو.
في 28 مايو 2011 على ملعب ويمبلي بلندن، فاز برشلونة على مانشستر يونايتد في المباراة النهائية الثانية لهما في ثلاث سنوات. سيطر الفريق الكتالوني على المباراة، حيث فازوا بنتيجة 3–1 بأهداف بيدرو وليونيل ميسي ودافيد فيا، وحققوا لقبهم الرابع في دوري أبطال أوروبا. هذا هو اللقب الرابع لبرشلونة بشكل عام والثالث في ستة مواسم (من 2005–06 إلى 2010–11).

### 2012 إلى 2013 – أول لقب لتشيلسي وعودة بايرن ميونخ

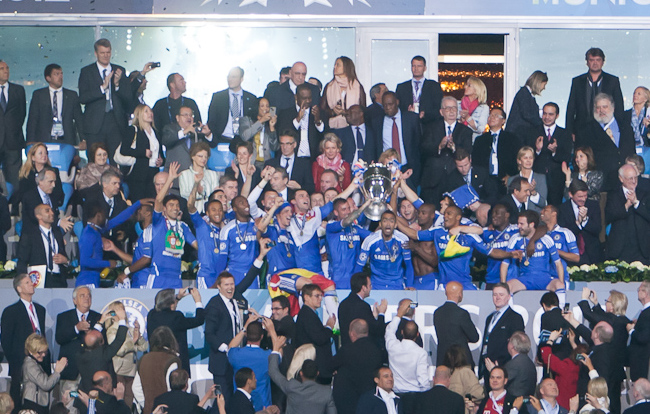
تلقى تشيلسي الكأس من رئيس الاتحاد الأوروبي لكرة القدم آنذاك ميشيل بلاتيني.

في 19 مايو 2012، في أليانز أرينا في ميونخ، أخيرًا، رغم الصعوبات، سلم تشيلسي الجائزة الكبرى إلى لندن وعاد أيضًا إلى إنجلترا. في انتصار جاء من الخلف على بايرن ميونخ، فازوا 4–3 بركلات الترجيح بعد أن انتهت المباراة 1–1 بعد الأشواط الإضافية. تمتع بايرن بالكثير من الاستحواذ لكنه فشل في الاستفادة، مما سمح لديدييه دروغبا بالتعادل في وقت متأخر من المباراة بعد أن منح توماس مولر بايرن التقدم. خلال ركلات الترجيح، تصدى تشيك، الذي تصدى لركلة جزاء للاعب تشيلسي السابق آريين روبن في الأشواط الإضافية، وركلتين من ركلات الترجيح ومهد الطريق لدروغبا ليسجل ركلة الفوز باللقب.
وشهدت بطولة 2012–13 أول نهائي على ألماني خالص بين بايرن ميونخ وبوروسيا دورتموند بعد انتصارهما على ناديي برشلونة وريال مدريد الإسبانيين، على التوالي، في نصف النهائي. كان فوز بايرن ميونخ مثيرًا للإعجاب إلى حد ما، حيث هزم فريق برشلونة 7–0 في مجموع المباراتين ليحقق الرقم القياسي لأكبر فوز بمباراتين في نصف النهائي ليحل محل مانشستر يونايتد 6–1 على شالكه في عام 2011. في المباراة النهائية، تغلب بايرن ميونخ على دورتموند 2–1، حيث سجل روبن هدف الفوز في الدقيقة 89 دقيقة من المباراة وفاز النادي بدوري أبطال أوروبا للمرة الخامسة في تاريخه، وبعد فوزه بلقب الدوري الألماني قبل أسبوع واحد، وأصبح بايرن ميونيخ أول فريق ألماني يفوز بالثلاثية.

### 2014 إلى 2018 – ريال مدريد في قلب الهيمنة الاسبانية
فاز ريال مدريد بلقبه الذي طال انتظاره بالبطولة العاشرة، وهو لقبه العاشر في كأس أوروبا / دوري أبطال أوروبا، في موسم 2013–14 بعد فوزه 4–1 في الأشواط الإضافية من المباراة النهائية. ضد غريمه في المدينة وبطل الدوري الإسباني أتلتيكو مدريد. كانت المباراة النهائية الأولى لفريقين من نفس المدينة والثانية لنهائي إسباني خالص. درب دييغو سيميوني أتلتيكو في موسم مذهل بعد فوزه بلقب الدوري الإسباني قبل أسبوع من المباراة النهائية وتقدم فريقه 1–0 عن طريقدييغو غودين حتى وصلت رأسية سيرجيو راموس في الوقت المحتسب بدل الضائع ليمدد المباراة إلى الأشواط الإضافية. وفي العام التالي فاز برشلونة بلقبه الخامس بفوزه على يوفنتوس بثلاثة أهداف مقابل هدف في النهائي.
في عام 2016، وصل كل من ريال مدريد وأتلتيكو مدريد إلى النهائي مرة أخرى. كانت هذه المباراة بمثابة إعادة لمباراة نهائي 2014، وأصبحت ثالث نهائي إسباني خالص وثاني نهائي لفريقين من نفس المدينة في تاريخ البطولة. ذهبت المباراة لركلات الترجيح بعد أن انتهت المباراة بنتيجة 1–1 بعد نهاية الأشواط الإضافية. فاز ريال مدريد بلقبه الحادي عشر بعد فوزه على أتلتيكو 5–3 بركلات الترجيح، وسجل كريستيانو رونالدو ركلة الترجيح اللقب لصالح اللوس بلانكوس.
الانتصار في نهائي دوري أبطال أوروبا 2017 على يوفنتوس جعل ريال مدريد أول فريق في التاريخ في حقبة دوري أبطال أوروبا يفوز باللقب مرتين متتاليتين، وأول فريق يفوز بألقاب متتالية في البطولة منذ ميلان في 1989 و1990، عندما كانت تُسمّى البطولة باسم كأس أوروبا. كان لقب ريال مدريد هو الثاني عشر، موسعاً رقمه القياسي، والثالث في أربع سنوات. فاز ريال مدريد بلقبه الثالث على التوالي في 2018 ضد ليفربول في كييف، بفوزه 3–1. كانت مباراة للنسيان بالنسبة لحارس مرمى ليفربول لوريس كاريوس الذي ارتكب خطأين خلال المباراة: قام بتمرير الكرة التي ارتطمت بقدم كريم بنزيما وارتدت ليسجل الهدف الأول لريال مدريد. بعد ذلك، كرة مقصية رائعة من قبل غاريث بيل في يسجل فيه الهدف الثاني للفريق الإسباني، وأساء التعامل مع تسديدة بعيدة من بيل ليسجل الهدف الثالث لريال مدريد.
بين عامي 2010 و2018، بلغ ريال مدريد نصف النهائي ثماني مرات –ويعد هذا هو الرقم القياسي في البطولة– وبايرن وبرشلونة خمس مرات.

### 2019 – الفرق الإنجليزية تخوض المباراة النهائية بعد عودة مذهلة
بعد رحيل كريستيانو رونالدو عن ريال مدريد، كانوا يكافحون من أجل تكرار نفس الأداء الذي كانوا عليه في السنوات الأربع الماضية ولكنهم فشلوا في الدفاع عن لقبهم. وبلغ أياكس أول نصف نهائي منذ 2006 بعد أن أطاح بريال مدريد ويوفنتوس. كانت فرقتهم من أصغر الفرق مع دي ليخت، القائد الأصغر. فاز توتنهام مرة أخرى على مانشستر سيتي في لحظة مثير للجدل بعد أن أُلغي هدف رحيم ستيرلينغ في الدقيقة 95 عن طريق تقنية الفار. وأطاح بأياكس في الوقت بدل الضائع وسجل لوكاس مورا في الدقيقة 93 حطم قلوب لاعبي ومشجعي أياكس. فاز ليفربول على برشلونة 4–0 في الإياب بعد عودة دراماتيكية من خسارته في الذهاب 3–0، والتي كانت مرة أخرى خروج مهين من برشلونة بعد روما في ربع نهائي 2018. كما فاز مانشستر يونايتد على باريس سان جيرمان بعودة دراماتيكية حيث انتهت مباراة الذهاب بنتيجة لباريس 2–0 والإياب 3–1 لمانشستر مما أدى إلى تأهل مانشستر في مجموع المباراتين بمجموع 3–3، ولكنهم خسروا 4–1 في مجموع المباراتين أمام برشلونة في ربع النهائي. فاز ليفربول بكأس أوروبا للمرة السادسة بفوزه على زميله الإنجليزي توتنهام هوتسبير في نهائي 2019. بركلة جزاء مبكرة سجلها محمد صلاح وهدف متأخر من ديفوك أوريغي ضمنت الفوز 2–0 لفريق يورغن كلوب. حقق كل من المتأهلين للنهائي عودة غير متوقعة في الدور نصف النهائي، حيث حول ليفربول خسارته في مباراة الذهاب 3–0 أمام برشلونة إلى فوز 4–0 على أرضه وسجل توتنهام أهدافه الثلاثة بالشوط الثاني ليهزم أياكس في مباراة الإياب في أمستردام.

### 2020 – جائحة كوفيد-19 وهيمنة بايرن ميونخ
تعطل موسم 2019–20 بسبب جائحة فيروس كورونا، حيث تم تعليق مباريات دور الـ16 التي كانت لا تزال تُلعب حتى إشعار آخر. في نهاية المطاف تغيرت المدينة المضيفة للنهائي من إسطنبول إلى لشبونة، كما كان الحال مع غالبية بقية البطولة. استؤنفت مرحلة خروج المغلوب في أغسطس، حيث أقيمت مباريات الإياب من دور الـ16 خلف أبواب مغلقة في ملاعبهم كجزء من استئناف الموسم. أُقيمت مباريات ربع النهائي ونصف النهائي في مباراة إياب واحدة فقط على ملعب جوزيه ألفالادي وملعب دا لوز على مدار أسبوعين تقريبًا، بعد أن أكمل الفريقان المواسم المحلية الخاصة بهما.
بعد فوزهم بكل المباريات بعد الاستئناف ليحققوا ثنائية الدوري والكأس، واصل بايرن ميونخ هيمنته على دوري أبطال أوروبا، متابعًا سجله المثالي في دور المجموعات بفوزه في مجموع المباراتين على تشيلسي 3–0، وهزيمة برشلونة 8–2، والفوز على ليون، ووصلوا إلى المباراة النهائية مع نسبة فوز بلغت 100٪ في البطولة. خصمهم في المباراة النهائية هو باريس سان جيرمان، الذي وصل إلى المباراة النهائية لأول مرة في تاريخ النادي. وكانت المباراة هي أول نهائي على الإطلاق يتم لعبه في شهر أغسطس وثاني نهائي بين فريقين من فرنسا وألمانيا، بعد فوز بايرن على سانت إتيان في عام 1976.
مع مباراة خالية من الأهداف بعد نهاية الشوط الأول، سجل لاعب باريس سان جيرمان السابق كينغسلي كومان رأسية في الدقيقة 59 ضد ناديه القديم، ليحقق الفوز 1–0 لبايرن، ويكمل النادي الثلاثية الثانية في تاريخ النادي، بعد أن حققوها في موسم 2012–13. رفع بايرن كأس أوروبا للمرة السادسة، معادلاً رقم ليفربول، وأصبح ثاني فريق أوروبي فقط بعد برشلونة يحصد ثلاثية أكثر من مرة. كما أصبحوا أول فريق يفوز في جميع المباريات في موسم واحد من دوري أبطال أوروبا.

### 2021– دوري السوبر الأوروبي، ونهائي إنجليزي للمرة الثانية في ثلاث سنوات
استمر دوري أبطال أوروبا هذا العام رغم جائحة فيروس كورونا. كان بورتو وتشيلسي بطلين غير متوقعين عندما فازا على يوفنتوس وأتلتيكو مدريد على التوالي. تعادل حامل اللقب بايرن ميونيخ 3–3 واقصي أمام باريس سان جيرمان الذي وصل للنهائي السابق بقانون أهداف خارج الديار بعد غياب المهاجم روبرت ليفاندوفسكي بسبب الإصابة في مباراة انتقام من نهائي 2020. تم التخطيط لدوري السوبر الأوروبي بشكل غير متوقع في 18 أبريل من قبل ريال مدريد وأتلتيكو مدريد وبرشلونة والأندية الستة الكبار الإنجليزية ويوفنتوس وميلان مما هدد وجود دوري أبطال أوروبا. هدد ألكسندر تشيفرين رئيس الاتحاد الأوروبي لكرة القدم والمفوضين بطرد الأندية التي انضمت إلى دوري السوبر عندما وصل تشيلسي ومانشستر سيتي وريال مدريد إلى نصف النهائي. رفض باريس سان جيرمان وبوروسيا دورتموند وبورتو وبايرن ميونخ عرض الانضمام إلى الدوري السوبر. عارض فيفا والاتحاد الأوروبي لكرة القدم دوري السوبر وكانت هناك احتجاجات واسعة النطاق من الجماهير والحكومات واللاعبين واتحادات كرة القدم والكثيرون من عالم كرة القدم مما أجبر الأندية الستة الكبار الإنجليزية على الانسحاب من الدوري. حذت أندية ميلان حذوها لاحقًا مع انسحاب أتلتيكو مدريد أيضًا، وأقر رئيس نادي يوفنتوس أندريا أنييلي ونائب رئيس دوري السوبر أن المشروع لن يستمر. أشار فلورنتينو بيريز، رئيس ريال مدريد ورئيس دوري السوبر، إلى قلة الأرباح، وقلة اهتمام الجماهير الشباب، وأن المباريات بين أندية النخبة كانت أقل في دوري الأبطال، والوباء كسبب لإنشاء دوري السوبر. كان من المتوقع أن يفوز باريس سان جيرمان بدوري الأبطال بشكل افتراضي قبل انهيار دوري السوبر. وصل تشيلسي إلى نصف النهائي لأول مرة منذ 8 سنوات في مواجهة ريال مدريد. تأهل مان سيتي للنهائي بعد فوزه على باريس سان جيرمان 2–1 خارج أرضه و2–0 على التوالي. فازوا 4–1 في المجموع. إنها أول مباراة نهائية في دوري أبطال أوروبا / كأس أوروبا في تاريخ النادي. فاز تشيلسي على ريال مدريد 2–0 وتعادل 1–1 ليفوز 3–1. ليصبح نهائي إنجليزي خالص، حيث فاز تشيلسي بدوري أبطال أوروبا للمرة الثانية بعد فوزه في النهائي على السيتي 1–0 في بورتو.

## تطور شكل البطولة
لقد تطور شكل البطولة بشكل كبير على مر السنين، ولا سيما مع تقديم مرحلة المجموعة التي بدأت في عام 1991، والعديد من الممثلين الوطنيين في عام 1998. وفيما يلي ملخص لتطور شكل البطولة على مر السنين:
- 1955–1991: شكل خروج المغلوب؛ نادي واحد من كل دولة (بطل الدوري) بالإضافة إلى حامل اللقب.
  - 1955: تم تمثيل بعض الدول من قبل فريق وليس البطل المحلي.
  - 1956–1959: الاعترف بالوصيف المحلي في الحالات التي كان فيها البطل المحلي بطلًا لأوروبا أيضًا.[24]
- 1991–1993: ثلاث جولات تصفيات خروج المغلوب؛ مرحلة المجموعة مع مجموعتين؛ الفائزان من المجموعتان يلتقيان في النهائي؛ نادي واحد من كل دولة (بطل الدوري) بالإضافة إلى حامل اللقب؛ في موسم 1992–93، تم تغيير اسم كأس أوروبا إلى دوري أبطال أوروبا رسميًا.
- 1993–1994: أضيف الدور نصف النهائي بعد خروج المغلوب في مرحلة المجموعات.
- 1994–1997: جولة تصفيات خروج المغلوب؛ مرحلة المجموعات مع أربع مجموعات؛ متصدري المجموعات وجميع أصحاب المركز الثاني يتأهلون إلى مرحلة خروج المغلوب لثمانية فرق؛ نادي واحد من كل دولة (بطل الدوري) بالإضافة إلى حامل اللقب.
- 1997–1999: جولتان من التصفيات المؤهلة في خروج المغلوب؛ مرحلة المجموعات مع ست مجموعات؛ متصدري المجموعات واثنان من أصحاب المركز الثاني حتى مرحلة خروج المغلوب من ثمانية فرق؛ ما يصل إلى ناديين في كل بلد.
- 1999–2003: ثلاث جولات تصفيات خروج المغلوب؛ مرحلتان للمجموعات مع متصدري المجموعات الثمانية في المرحلة الأولى وينتقل جميع المتسابقين إلى أربع مجموعات في المرحلة الثانية المتصدرون بالمجموعات في المرحلة الثانية وجميع أصحاب المركز الثاني يتأهلون لمرحلة خروج المغلوب المكونة من ثمانية فرق؛ ما يصل إلى أربعة أندية من كل بلد.
- منذ عام 2003: ثلاث جولات تصفيات خروج المغلوب. مرحلة مجموعات واحدة مع ثماني مجموعات؛ متصدري المجموعات وجميع أصحاب المركز الثاني يتأهلون لمرحلة خروج المغلوب المكونة من 16 ناديًا؛ لا يزال ما يصل إلى أربعة أندية من كل بلد.[25]
- منذ عام 2009: قدم الاتحاد الأوروبي لكرة القدم جولة فاصلة في التصفيات المؤهلة للدوري الأوروبي ودوري أبطال أوروبا.
- منذ عام 2018: مقاعد تلقائية لمرحلة المجموعات للفائزين بالدوري الأوروبي (تشارك جميع الأندية الأربعة من البطولات الأربع الكبرى تلقائيًا في الدخول إلى مرحلة المجموعات).

قبل عام 1970، تمت تسوية القرع الإجمالية من خلال التصفيات و(إذا لزم الأمر) القرعة بالعملة المعدنية. منذ ذلك الحين، تم ذلك من خلال قانون أهداف خارج الديار و (إذا لزم الأمر) ركلات الترجيح. احتفظ النهائي بإمكانية الإعادة حتى أواخر السبعينيات.

## قائمة الدول المشاركة عن طريق الدخول الأول

### بما في ذلك جولات التصفيات
| الموسم  | الدول |
| ------- | --- |
| 1955–56 | النمسا • بليجيكا • الدنمارك • فرنسا • المجر • إيطاليا • هولندا • بولندا • البرتغال • سارلاند • اسكتلندا • إسبانيا • السويد • سويسرا • ألمانيا الغربية • يوغوسلافيا |
| 1956–57 | بلغاريا • تشيكوسلوفاكيا • إنجلترا • لوكسمبورغ • رومانيا • تركيا |
| 1957–58 | ألمانيا الشرقية • أيرلندا الشمالية • جمهورية أيرلندا |
| 1958–59 | فنلندا • اليونان |
| 1960–61 | النرويج |
| 1961–62 | مالطا |
| 1962–63 | ألبانيا |
| 1963–64 | قبرص |
| 1964–65 | آيسلندا |
| 1966–67 | الاتحاد السوفيتي |
| 1991–92 | رابطة الدول المستقلة |
| 1992–93 | إستونيا • ألمانيا • إسرائيل • لاتفيا • روسيا • أوكرانيا |
| 1993–94 | بيلاروس • كرواتيا • جزر فارو • جورجيا • ليتوانيا • مولدافيا • سلوفينيا • ويلز                                                                                      |
| 1994–95 | التشيك |
| 1996–97 | صربيا والجبل الأسود |
| 1997–98 | أرمينيا • أذربيجان • مقدونيا الشمالية • سلوفاكيا |
| 2000–01 | البوسنة والهرسك |
| 2002–03 | كازاخستان |
| 2006–07 | صربيا |
| 2007–08 | أندورا • الجبل الأسود • سان مارينو |
| 2014–15 | جبل طارق |
| 2017–18 | كوسوفو |

### مرحلة المجموعات فقط
منذ إضافة مرحلة المجموعات إلى كأس أوروبا في موسم 1991–92، تم تصنيف المراحل الأولى من البطولة على أنها جولات تصفيات ومن موسم 1994–95، تم اعتبار جميع الجولات السابقة لمرحلة المجموعات بمثابة جولات تصفيات. تم تمثيل الدول التالية في مرحلة المجموعات من البطولة:
| الموسم    | الدول                                                                                                |
| --------- | --- |
| 1991–92   | بليجيكا • رابطة الدول المستقلة • تشيكوسلوفاكيا • اليونان • إيطاليا • البرتغال • إسبانيا • يوغوسلافيا |
| 1992–93   | فرنسا • هولندا • روسيا • اسكتلندا • السويد                                                           |
| 1993–94   | ألمانيا • تركيا                                                                                      |
| 1994–95   | النمسا • كرواتيا • إنجلترا • رومانيا • أوكرانيا                                                      |
| 1995–96   | الدنمارك • المجر • النرويج • بولندا • سويسرا                                                         |
| 1997–98   | التشيك • سلوفاكيا                                                                                    |
| 1998–99   | فنلندا                                                                                               |
| 1999–2000 | سلوفينيا                                                                                             |
| 2002–03   | إسرائيل                                                                                              |
| 2003–04   | صربيا والجبل الأسود                                                                                  |
| 2006–07   | بلغاريا                                                                                              |
| 2008–09   | بيلاروس • قبرص                                                                                       |
| 2010–11   | صربيا                                                                                                |
| 2015–16   | كازاخستان                                                                                            |
| 2017–18   | أذربيجان                                                                                             |

## للقراءة المتعمقة
- Godsell، Andrew (2005). Europe United: A History of the European Cup / Champions League.
- Radnedge، Keir (2005). 50 Years of the European Cup and Champions League.
- MacWilliam، Rab (2000). The European Cup: An Illustrated History.
- Glanville، Brian (1991). Champions of Europe: The History, Romance and Intrigue of the European Cup.
- Motson، John؛ Rowlinson، John (1980). The European Cup 1955–1980.

## وصلات خارجية
- "50 years of the European Cup" (PDF). UEFA. أكتوبر 2004. مؤرشف من الأصل (PDF) في 2021-02-26. اطلع عليه بتاريخ 2008-07-17.